# منتخب ماليزيا لاتحاد الرغبي للسيدات
منتخب ماليزيا لاتحاد الرغبي للسيدات هو ممثل ماليزيا الرسمي في المنافسات الدولية في اتحاد الرغبي .